# アーロン・アパンダンゴイェ
アーロン・クリストファー・ビリー・オンデレ・アパンダンゴイェ（Aaron Christopher Billy Ondélé Appindangoyé 、1992年2月20日 - ）は、ガボン・フランスヴィル出身のプロサッカー選手。ガボン代表。シヴァススポル所属。ポジションは、ディフェンダー。

## クラブ経歴
アフリカネイションズカップ2015終了後、ポルトガルのボアヴィスタFCにレンタルで加入。
2015年8月11日、フランスのエヴィアン・トノン・ガイヤールFCにレンタルで加入。
2016-17シーズンよりリーグ・ドゥのスタッド・ラヴァルに移籍。

## 代表歴
2012年の初招集以来、ガボン代表のレギュラーに定着している。主要大会ではアフリカネイションズチャンピオンシップ2014、アフリカネイションズカップ2015、アフリカネイションズカップ2017などに参加した。